# Ernst Heinrichsohn
Ernst Heinrichsohn (1920 – 1994). Oficial alemán perteneciente a la SS nazi, que tuvo participación en el Holocausto judío durante la Segunda Guerra Mundial.

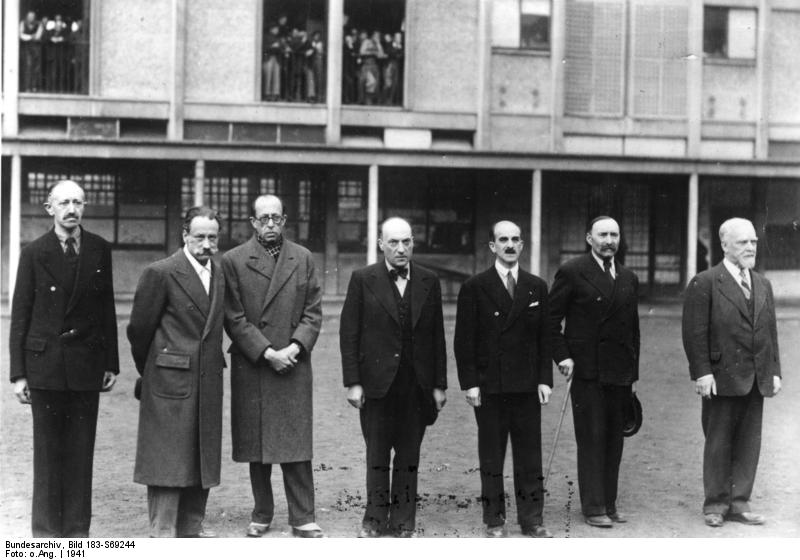
Heinrichsohn organizó los transportes ferroviarios de judíos del campo de tránsito de Drancy: Abogados franceses encarcelados en Drancy, 1941

Heinrichsohn quien alcanzó el grado de SS Untersturmführer (Subteniente) fue ayudante de Theodor Dannecker y Heinz Röthke hasta diciembre de 1942. Participó en la Redada del Velódromo de Invierno donde la Sección IVB4 fue responsable de deportar 12.884 judíos franceses de los cuales 4.051 eran niños hacia el campo de concentración de Auschwitz donde nada más llegaron fueron exterminados en las cámaras de gas.
Después de la guerra cumplió un término de prisión de seis años en la cárcel de Colonia en 1980, cuando fue acusado de los crímenes cometidos durante el Holocausto. Para ese momento era abogado y Alcalde de la ciudad alemana de Burgstadt.
Falleció en 1994.
- Datos: Q95995